# Liste des ministres prussiens des Affaires étrangères
Voici la liste des ministres des Affaires étrangères de Prusse.

## Liste
| Nom                                                       | Entrée en fonction | Démission |                                      |
| --------------------------------------------------------- | ------------------ | --------- | ------------------------------------ |
| Ewald Friedrich von Hertzberg                             | 1768               | 1791      | Ewald Friedrich von Hertzberg        |
| August von der Goltz                                      | 1808               | 1814      |                                      |
| Karl August von Hardenberg                                | 1814               | 1818      | Karl August von Hardenberg           |
| Christian Günther von Bernstorff                          | 1818               | 1832      | Christian Günther von Bernstorff     |
| Frédéric Ancillon                                         | 1832               | 1837      | Jean Pierre Frédéric Ancillon        |
| Heinrich Wilhelm von Werther (de)                         | 1837               | 1841      |                                      |
| Mortimer von Maltzahn (de)                                | 1841               | 1842      |                                      |
| Heinrich von Bülow                                        | 1842               | 1845      | Heinrich von Bülow                   |
| Karl von Canitz und Dallwitz                              | 1848               | 1848      | Karl von Canitz und Dallwitz         |
| Adolf Heinrich von Arnim-Boitzenburg                      | 1848               | 1848      | Adolf Heinrich von Arnim-Boitzenburg |
| Heinrich Alexander von Arnim                              | 1848               | 1848      | Heinrich Alexander von Arnim         |
| Alexander von Schleinitz                                  | 1848               | 1848      | Alexander von Schleinitz             |
| Rudolf von Auerswald                                      | 1848               | 1848      | Rudolf von Auerswald                 |
| August Heinrich Hermann von Dönhoff (de)                  | 1848               | 1848      |                                      |
| Frédéric-Guillaume de Brandebourg                         | 1848               | 1849      | Frédéric-Guillaume de Brandebourg    |
| Heinrich Friedrich von Arnim-Heinrichsdorff-Werbelow (de) | 1849               | 1849      |                                      |
| Frédéric-Guillaume de Brandebourg (provisoire)            | 1849               | 1849      | Friedrich Wilhelm von Brandenburg    |
| Alexander von Schleinitz                                  | 1849               | 1850      | Alexander von Schleinitz             |
| Joseph von Radowitz                                       | 1850               | 1850      | Joseph von Radowitz                  |
| Otto Theodor von Manteuffel                               | 1850               | 1858      | Otto Theodor von Manteuffel          |
| Alexander von Schleinitz                                  | 1858               | 1861      | Alexander von Schleinitz             |
| Albrecht von Bernstorff                                   | 1861               | 1862      | Albrecht von Bernstorff              |
| Otto von Bismarck                                         | 1862               | 1890      | Otto von Bismarck                    |
| Herbert von Bismarck (provisoire)                         | 1890               | 1890      | Herbert von Bismarck                 |
| Leo von Caprivi                                           | 1890               | 1894      | Leo Graf von Caprivi                 |
| Adolf Marschall von Bieberstein                           | 1894               | 1897      | Adolf Marschall von Bieberstein      |
| Bernhard von Bülow                                        | 1897               | 1909      | Bernhard von Bülow                   |
| Theobald von Bethmann Hollweg                             | 1909               | 1917      | Theobald von Bethmann Hollweg        |
| Georg Michaelis                                           | 1917               | 1917      | Georg Michaelis                      |
| Georg von Hertling                                        | 1917               | 1918      | Georg von Hertling                   |
| Max de Bade                                               | 1918               | 1918      | Max de Bade                          |